# Apród (heraldika)
Az apród tágabb értelemben a nemesi udvarokban tanuló nemes ifjú, speciális értelemben címerekkel foglalkozó tisztviselő, a heroldok elődje.

## Apródok a heraldikában
A 13. század közepétől a német címerapródok („Knappen von den Wappen”) hivatalos segédi tisztséget kaptak a lovagi tornákon és a heroldok elődei voltak, de a kifejezés a németben a lovagok nemes apródjaira is vonatkozott. Ilyen értelme a magyar apród szónak is ismert.
Címerelmélettel foglalkoztak, fejedelmi követek voltak és segédkeztek a lovagi tornákon, bemutatták a résztvevők címereit és sisakdíszeit, dalban dicsőítették a lovagok tetteit, mely egyfajta heraldikai virágnyelv és szakterminológia kialakulásának a kezdetét is jelentette. A leírásra a próba (németül prüfen, prüvieren), majd később a blazonálás (németül blasnieren) kifejezést használták, ami már megfelelt a modern címerleírásnak (blason). Németországban az egyéb 'vándornépséghez' hasonlóan ők sem élveztek semmilyen különösebb megbecsülést a nemesség részéről.
A 14. század közepén a címerapródok eltűntek a korabeli forrásokból és átadták helyüket a heroldoknak. 1420 körül a Bajorországban működő Johann Holland váltakozva Ernhold, azaz herold, illetve Knab der Waffen, azaz (címer)apród címmel nevezte meg magát. Tökéletesen beszélt latinul, németül, lengyelül, franciául, angolul és magyarul. A schaffhauseni torna után a résztvevők mondásaiból költeményt állított össze.
Magyarországon a 15. században többször előfordult, hogy a kisebb heroldi feladatokat a magyar királyi udvar apródjai vállalták el.

## Nemesi apródok
Tágabb értelemben az apród a középkorban olyan nemesifjú volt, aki szellemileg és testileg a király és a főurak udvarában készült fel arra, hogy idővel lovaggá üssék és udvari miles (vitéz), illetve ura familiárisa legyen.
A középkorban az apród 14. életéve után fegyverhordozó apróddá válhatott. Először az úr pajzshordozója, végül fegyverhordozója lett. Elkísérte a csatába, ő vezette harci lovát, a harc alatt a poggyászt őrizte. Elsajátította a fegyverforgatás nemeit, a lovagi torna szabályait, a lovagi erkölcsöket, a lovagi becsületet: 1. a keresztény egyház védelme, 2. a fejedelem, illetve a hűbérúr iránti töretlen hűség, 3. a gyengék és elesettek védelme, 4. az adott szó szentsége. A fegyverhordozó apród 20-21 éves korára már birtokában volt a hét lovagi készségnek: lovaglás, úszás, nyilazás, vívás, vadászat, sakkozás és éneklés. A legfőbb gondja a lovagi felszerelésre való pénz megszerzése volt. Később, a lovagság hanyatlásával már nem mindenki tudta összegyűjteni a lovagi fegyverzet megvásárlásához szükséges pénzt, ezért gyakran még olyanok is apródoskodtak, akiket életkoruk alapján már rég lovaggá lehetett volna ütni.
Bár a királyi udvar apródjai (iuvenis regis), illetve a királyi (és királynéi) udvar lovagjai (miles aulae regiae) már a 13. századi forrásokban is előfordulnak, ez a két intézmény elsősorban a 14. században honosodott meg, Károly Róbert és Nagy Lajos uralkodása alatt és vált részévé a magyar lovagi hadviselésnek és életformának. A milites regis (a király katonái) intézmény a 13. században terjedt el Európában. Franciaországban az udvari lovagok (Chevaliers le Roy) pénzért teljesítettek személyi szolgálatot. Az Anjou-Plantagenet házbeli angol királyok udvarában rangban már a kezdetektől a főtisztviselők után következtek rangban. A főtisztviselők valamennyien a királyi família tagjai voltak. A fiatalokat apjuk vagy neves rokonuk érdemei alapján vették fel az udvarba és a kinevezésük egész életükre szólt. A királyi udvar vitézei (aulae regiae milites) Károly Róbert uralkodásának közepén terjed el Magyarországon. Kanizsai János például 1337-ben királyi apród, majd udvari vitéz volt. A címzés mintája francia lehetett, de a latin kifejezés arra utal, hogy az a magyar udvarban születhetett meg. Az udvari lovagok száma Nagy Lajos alatt megkétszereződött. Néhány tucat báró és előkelő nemes gyermeke tartozott közéjük. A kevésbé tehetősek gyakran más lovagoknak voltak a familiárisai. Még kisebb volt a királyi (és királynéi) apródok száma. Szintén tekintélyes családok leszármazói voltak. A királyi és királynéi udvarban készültek jövendő hivatásukra. A lovagi-apródrétegből nyílt út az udvari, katonai és kivételesen a legmagasabb tisztségek felé.
Németországban az apród-intézmény céhszerűen berendezve létezett a XVI. századig; 8 éves korában a nemes fiú apród (page) lett; 14 éves korában a templomban ünnepélyesén hadapróddá (Knappe) avatták fel és szentelt kardot adtak át neki; 21 éves korában, ha arra érdemesnek találták, lovaggá ütötték.

Az apród néha cselédi, de nem megalázó munkát is elvégzett (ebéd közben felügyelt a kiszolgáló inasokra, bort töltögetett az előkelő személyeknek, rendben tartotta a fegyvertárt, felügyelt a lóápolásra stb.), de többnyire fegyveres szolgálatot teljesített és bizalmas feladatokat látott el: írnokoskodott, segédkezett kormányzati, diplomáciai ügyekben, fegyverrel kísérte urát a háborúba. A legkedveltebb apródok a király asztaltársai voltak. 

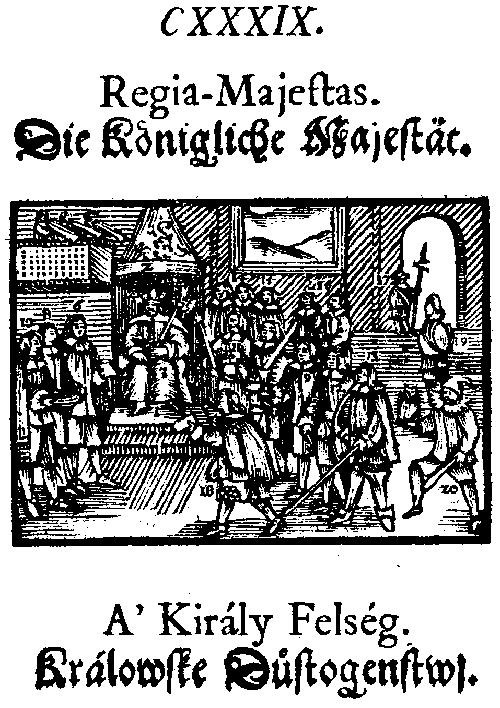
Nemes inasok (15.) a királyi udvartartáson belül. A teljes képfelirathoz kattints a képre. (Forrás: Jan Ámos Komenský, Orbis Sensualium Pictus, Lőcse, 1685. [1653])

A nemesapród osztrák udvari tisztség volt. Olyan kiskorú, megfelelő vagyonnal rendelkező nemesifjak voltak, akik apai és anyai ágról 8-8 nemes őst igazoltak. A kinevezés a magyar miniszteri ellenjegyzés mellőzésével történt, ezért nem része a magyar közjognak. Hasonló szerepe volt az erdélyi fejedelmi udvarban a nemes inasoknak. Egyes vélemények szerint a „kuraczénos” (erdélyi apród) szóból származik a Habsburgok ellen harcoló felkelőkből, jobbára elbocsátott végvári katonákból, szökött jobbágyokból, mezővárosi polgárokból és kisnemesekből álló kurucok neve is (a szó származhat cruciatus, „keresztes” szóból is).
Apródjai a magyar főuraknak is voltak. Révay László 1619-ben kezdett apródoskodni Zólyomban rokona, Esterházy Miklós udvarában. Balassa János 1570-es szökése kapcsán a királyi fogságból puerum ipsius Balassae, azaz Balssa legényéről, apródjáról van szó, aki mellette volt a fogságban. A börtönben két apród szolgálta. A vitézi életre szoktatás már a 9-10 éves fiúknál elkezdődött. Az előkelőbbek a királyi vagy fejedelmi udvarba kerültek apródnak, a kevésbé előkelők egy-egy tekintélyesebb főúr udvarában vagy várában apródoskodtak. Nádasdy Ferenc 1567-ben, 12 évesen került a bécsi császári udvarba. A királyi udvarba adott magyar főúri gyermekek a király fiával együtt tanultak, forgolódtak, akikhez naponta szabadon bejárhattak. Részt vettek a Habsburg főhercegek kirándulásain, vadászatain, az udvari ünnepségeken, együtt szerepeltek az udvari színjátékokban.
A 21 évnél fiatalabb jelöltek nem kamarás, hanem nemes apród minőségben teljesítettek szolgálatot az udvarban. Szigorú felügyelet alatt három évig kellett apródoskodniuk. Ha elérték a kívánt kort, "meglovasították" őket, azaz "királyi ifjakká" váltak, s mint ilyennek állítólag kijárt a magnificus (nagyságos) cím is. A királyi udvart és tagjait lóháton kísérhették. Más források szerint a királyi nemesifjak 2-3 lovas tartására kaptak fizetést és az udvarban sajátították el a szükséges államigazgatási alapismereteket (az általános műveltség kiszélesítése, a politikai tudományok alapismereteinek elsajátítása, harcászati ismeretek tanulása: miként lehet előteremteni a hadak ellátásához szükséges anyagiakat, hogyan kell tábort verni, hogyan kell előkészíteni, megszervezni, vezetni a harcot stb.).
II. Rákóczi Ferenc fejedelem udvarában 1707-ben avatta fel a száz fiatalból álló Nemes Ifjak Társaságát. „…ezen Nemes Társaság serege legfűképpen a végre rendettetik (…), hogy szemünk előtt nevelkedvén, hazájához való szeretetet, az isteni félelemmel együtt több tudományokkal és jóságos erkölcsökkel tanullja és gyakorollja (…), az atyák fijakat, költség nélkül mind azokkal fel ékesíttethessék, az melyek nemességekhez illendők.” (II. Rákóczi Ferenc)
A társaságnak tagja volt Mikes Kelemen is, aki „nemes apród”, majd „bejáró” inas, végül a fejedelem kamarása lett.
A nemesifjak a teljes önállóságot fokozatosan nyerték el. Tizenhat évesen jogot nyertek arra, hogy adósságot csináljanak, zálogba adják birtokaikat. Tizennyolc évesen már szabadon rendelkezhettek ingóságaikkal, ingatlanaik fölött azonban csak teljes nagykorúságuk, 24. életévük után volt joguk rendelkezni. A teljes nagykorúságig a szülők beleszólhattak a párválasztásba is.

## Egyéb apródok
A famulus („szolga”, „segéd”) a lovagvilág nyelvén apród volt, a régi egyetemi életben a professzor első tanítványa, asszisztense. Ilyen értelemben használta például Goethe is a Faustban.
Magyarországon az apród-viszonynak egy neme a jurátusintézményben 1848-ig maradt fenn. Később Magyarországon több céhnél a mesterséget tanuló ifjakat is apródoknak hívták.